# Zanzibar Grad/Zapad
Zanzibar Grad/Zapad je jedna od 30 administrativnih regija u Tanzaniji, u istočnoj Africi. 
Nalazi se na otoku Unguji, koji se ponekad zove i otok Zanzibar. Središte regije je Zanzibar City. 
Prema popisu iz 2002. godine u regiji Zanzibar Grad/Zapad, živjelo je 391 002 stanovnika.

## Okruzi
Regija Zanzibar Grad/Zapad ima dva okruga:
- Zanzibar Centar
- Zanzibar Zapad